# Miki Servera
Miguel Servera Rodríguez (Palma de Mallorca, 14 de julio de 1992) es un jugador español de baloncesto. Juega de base y su actual equipo es el Palmer Basket Mallorca de la Liga LEB Plata.

## Biografía
Se trata de un base de 1,98 metros con gran capacidad para la dirección del juego, es internacional en todas las categorías inferiores, y la temporada 2008-2009 compaginó el equipo EBA del Bàsquet Mallorca con el conjunto de la LEB Oro. 
Destaca por su gran visión de juego, y sus grandes condiciones técnicas que le han permitido destacar en la faceta de tirador exterior.
Como dato curioso cabe destacar que Miki Servera fue incluido en la selección de los mejores jugadores europeos de su edad que participó en un encuentro contra un combinado de Estados Unidos y que se enmarcaba dentro del campus ‘Jordan Brand Classic’, supervisado por el mítico jugador de la NBA y que cada año reúne en Nueva York a las mejores promesas del baloncesto mundial. Allí estuvo junto a otras promesas del básquet nacional como Joan Sastre y Joan Tomàs para participar en el I Jordan Brand Game en el Madison neoyorquino.
El 13 de enero de 2023, firma por el Palmer Basket Mallorca de la Liga EBA.

## Clubes
- Centro de Tecnificación de las Islas Baleares: 2007-2008
- Bàsquet Mallorca (LEB Oro): 2008-2009
- Unicaja Málaga (ACB) / Clínicas Rincón Axarquía (LEB Oro): 2009-2010
- Vive Menorca (ACB) 2010-2011
- Lobe Huesca (LEB Oro) 2011-2012
- Club Baloncesto Murcia (ACB) 2012-2014
- Basket Navarra Club (LEB Oro) 2014-2016
- Amics del Bàsquet Castelló (LEB Oro) 2016
- CAI Zaragoza (ACB) 2016-2017
- Club Melilla Baloncesto (LEB Oro) 2017
- Worcester Wolves (BBL) 2019-2018
- White Wings Hanau (ProB) 2019-2020
- VfL SparkassenStars Bochum (ProA) 2020-2022
- Palmer Basket Mallorca (Liga LEB plata) 2023-2025.